# 電波產業會
一般社團法人電波產業會（日语：一般社団法人電波産業会），簡稱ARIB（日语：アライブ），是日本總務省所管轄的社團法人，成立於1995年5月15日，是由財團法人電波系統開發中心（RCR）及放送技術開發協議會（BTA）統合而成，負責就日本的移動電話及數碼廣播等相關項目為日本的業界團體製定相關的標準及規格。1995年6月16日，日本郵政大臣依據《電波法》，指定電波產業會為「電波有效利用促進中心」（電波有効利用促進センター）。2001年8月20日，日本總務大臣依據《電波法》，指定電波產業會為「指定頻率變更對策機關」（指定周波数変更対策機関）。2004年9月7日，日本總務大臣依據《電波法》，指定電波產業會為「登記頻率停用對策機關」（登録周波数終了対策機関）。

## 外部連結
- 電波產業會 （页面存档备份，存于）